# TW-5教練機
Huff-Daland TW-5是一款由霍夫-達蘭德航太公司於1920年代初為美國陸軍航空勤務隊設計的雙翼教練機。

## 發展
該機是基於TA-6開發，而TA-6本身則是根據一架配備220 hp勞倫斯 J-1風冷發動機的TA-2重新設計。 TW-5則搭載了一具190 hp的萊特-希斯巴諾 E2發動機。1924年，編號系統進行了修訂，TW-5重新命名為高級教練機AT-1。1927年霍夫-達蘭德航太公司成為基斯通飛機公司的一個分部。

## 型號

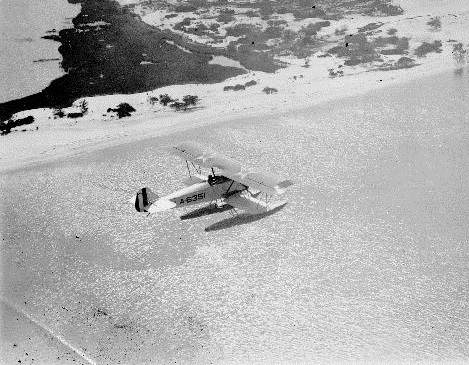
HN-1

TA-6 (風冷版本，type 6)
採用200hp勞倫斯 J-1風冷發動機，共1架
TW-5 (水冷版本，type 5)
P採用150-hp (112-kW)萊特-希斯巴諾 I發動機，共5架
AT-1
美國陸軍航空勤務隊的訓練機，共10架
AT-2
一架經過測試，並被改裝為單座和雙座的多個版本
HN-1
美國海軍版本的AT-1，採用180hp萊特-希斯巴諾E2發動機，共3架
HN-2
美國海軍版本的AT-1採用200hp勞倫斯 J-1發動機，共3架
HO-1
HN-1的觀察幾版本，採用180hp萊特-希斯巴諾E2發動機，配備可互換的輪式或浮筒式起落架，共3架